# Elbe Flugzeugwerke
Elbe Flugzeugwerke GmbH (littéralement : usine d'avions d'Elbe , abrégée EFW) est une entreprise allemande du secteur aéronautique. Située à Dresde, elle est une filiale d'Airbus (45 %) et de ST Aerospace (55 %). 
Il est situé à l' aéroport de Dresde et se concentre sur la conversion des avions cargo et ravitailleurs. Elle fournit également à Airbus des feuilles en fibres composites pour l'intérieur des avions.

## Histoire
En 1955, l'entreprise VEB Flugzeugwerft Dresden (FWD) est créée pour la production sous licence d'avions soviétique Iliouchine Il-14 à Dresde, alors en Allemagne de l'Est. Dans le même temps, la société a commencé le développement et les tests du Baade 152, le premier avion de ligne de la RDA. Jusqu'à 8 000 personnes étaient employées et le programme impliquait quelque 25 000 emplois supplémentaires dans les industries d'approvisionnement, qui étaient regroupés dans un Volkseigener Betrieb.
Le deuxième prototype du B-152 s'est écrasé le 30 avril 1958 et le développement de l'avion a été retardé. Lorsque la RDA a arrêté tout son programme d'avions en 1961, FWD est devenu un centre de maintenance pour les avions de combat MiG et les hélicoptères Mil des forces aériennes du Pacte de Varsovie. Le site a également assuré la maintenance des Airbus A310 d'Interflug qui a été livrée en 1989.
Après la réunification de l'Allemagne, Elbe Flugzeugwerke GmbH (EFW) a été fondée le 27 avril 1990 par DASA et Airbus. Lorsque DASA, Aérospatiale-Matra et CASA ont fusionné, EADS est devenu le seul propriétaire d'EFW.
ST Aerospace a acheté 35 % d'EFW en février 2013. En février 2016, ST Aerospace a finalisé l'achat de 20 % supplémentaires, lui permettant d'en être propriétaire à 55 % et fait d'EFW une filiale de ST Aero.
Actuellement, une partie des activités d'EFW est consacrée aux améliorations structurelles de l'avion A380 d'Emirates.